# Akodon simulator
Akodon simulator és una espècie de mamífer rosegador de la família dels cricètids. Viu a altituds d'entre 400 i 2.500 msnm a l'Argentina i Bolívia. Els seus hàbitats naturals són les iungues i els herbassars nebulosos. És una espècie en risc mínim, és a dir, no sembla que hi hagi cap amenaça significativa per a la seva supervivència. El seu nom específic, simulator, significa ‘imitador’ en llatí.